# Naël
Cet article possède un paronyme, voir Noël.
 (juillet 2010).
Si vous disposez d'ouvrages ou d'articles de référence ou si vous connaissez des sites web de qualité traitant du thème abordé ici, merci de compléter l'article en donnant les références utiles à sa vérifiabilité et en les liant à la section « Notes et références ».
Naël est un prénom masculin popularisé dans le début des années 2000, porté par environ 7 000 personnes en France[Quand ?], et dont la tendance est en forte croissance. Ce prénom a plusieurs origines possibles.
Durant l'année 2020, selon l'INSEE, il est classé au 31ème rang des prénoms donnés ce qui correspondant à 1771 garçons prénommés Naël.

## Origines
Le prénom Naël a son origine dans plusieurs langues : le breton, l'hébreu et l'arabe.

### Origine bretonne
Le prénom Naël peut dériver de plusieurs prénoms bretons. Il peut s'agir : 
- d'un dérivé masculin du prénom Amaëlle, qui est lui-même une version d'apparence bretonne du prénom Anne.
- d'un diminutif de Gwenael (ou Gwenaël), composé de gwenn (« blanc, heureux ») et hael (« généreux ») en breton. L'interprétation populaire récurrente « ange blanc » des mots bretons gwenn et ael est erronée.
- d'un dérivé du prénom breton Hael qui signifie « généreux, noble ».

Par ailleurs, c'est aussi un nom de famille surtout porté dans le Morbihan correspondant sans doute à une forme ancienne *an Avel dans laquelle Avel est l'équivalent du nom biblique Abel.

### Origine hébraïque
Naël est un diminutif du prénom Nathanaël qui signifie en hébreu « Dieu a donné », composé des éléments nethan et ’el, signifiant respectivement « a donné » et « Dieu ».

### Origine arabe
Le prénom Naël peut également avoir une origine arabe. Il est notamment porté de manière fréquente au Liban, en Syrie, en Jordanie et en Palestine. Il s'écrit نائل dans cette langue, ce qui peut se transcrire par Naël / Nael / Nahel ou Naïl. Il s'agit d'un dérivé du verbe arabe  (نال )naala signifiant  « gagner », le prénom pouvant alors se traduire par « Celui dont le travail est fructueux ». On trouve les traductions « faveur, avantage, don, Celui qui est récompensé pour ses vertus et qui bénéficie de la grâce divine ».
Les prénoms féminins Naïla, Nawal et Manal sont issus de la même racine arabe.

## Fête
Fête: 24 août ou  le 26 juillet et le 15 août

## Dérivés
- Anaël, prénom épicène
- Annaelle, prénom féminin
- Naëlle, prénom féminin.